# 祠堂

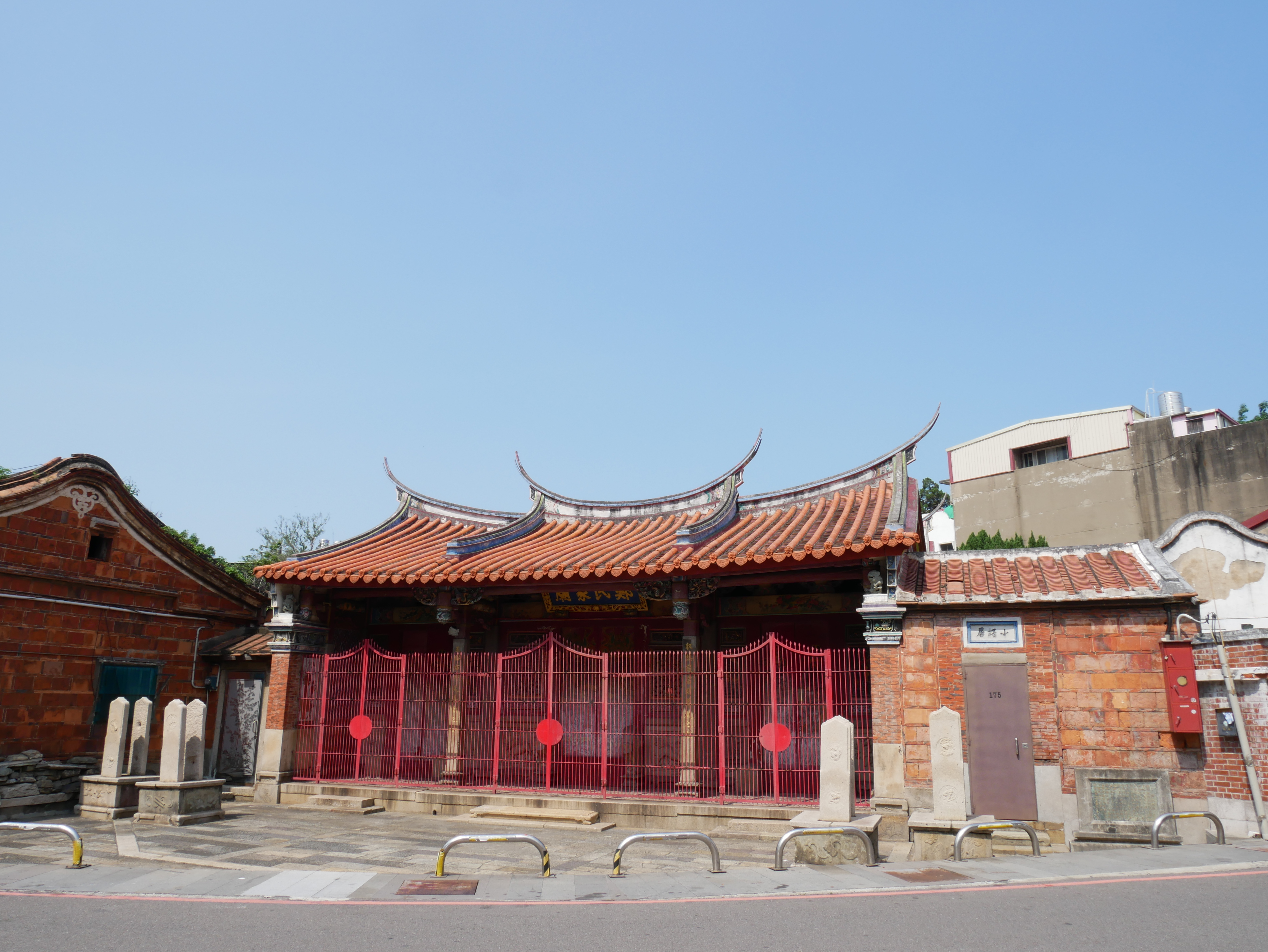
新竹鄭氏家廟

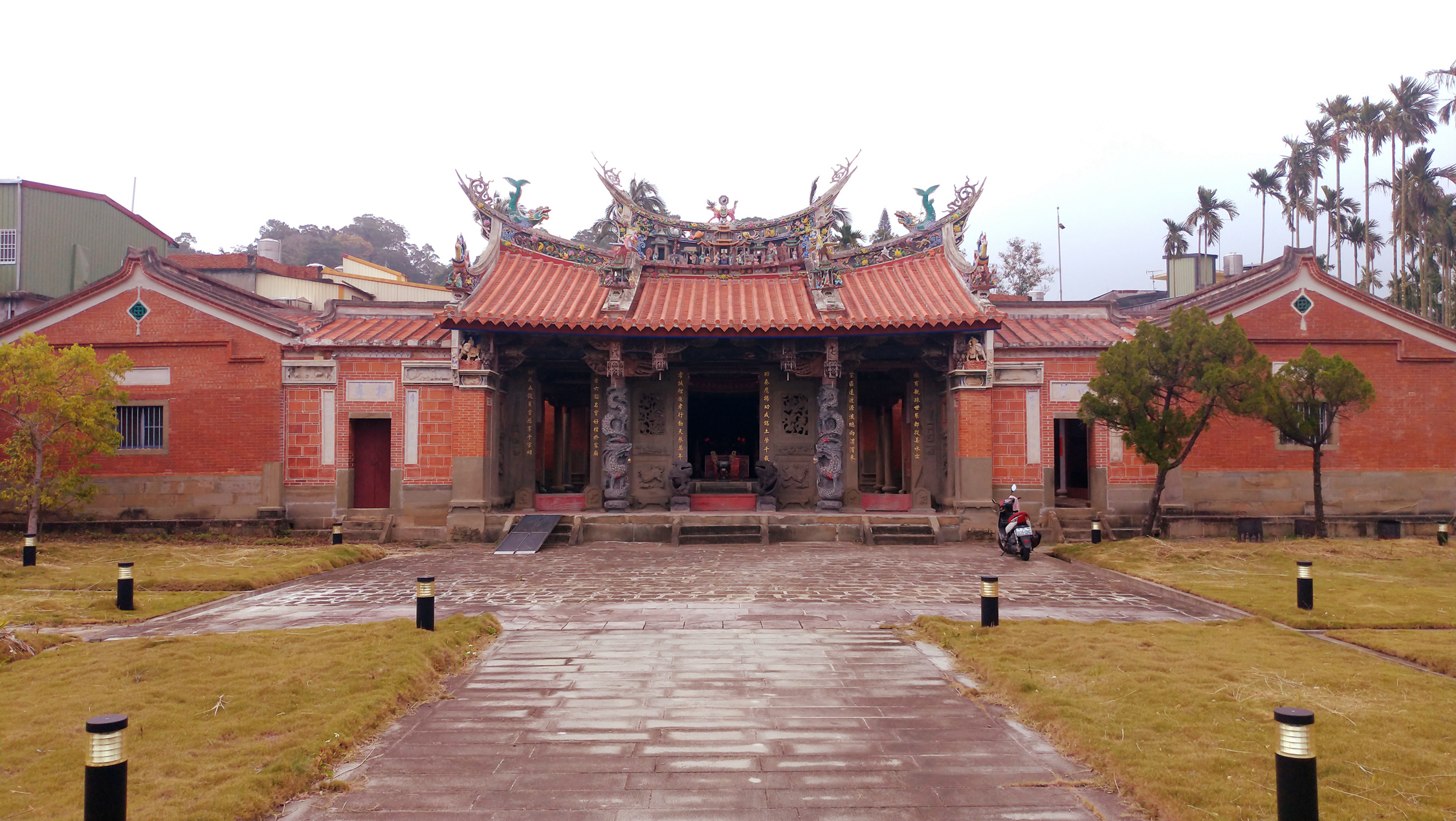
北埔姜氏家廟

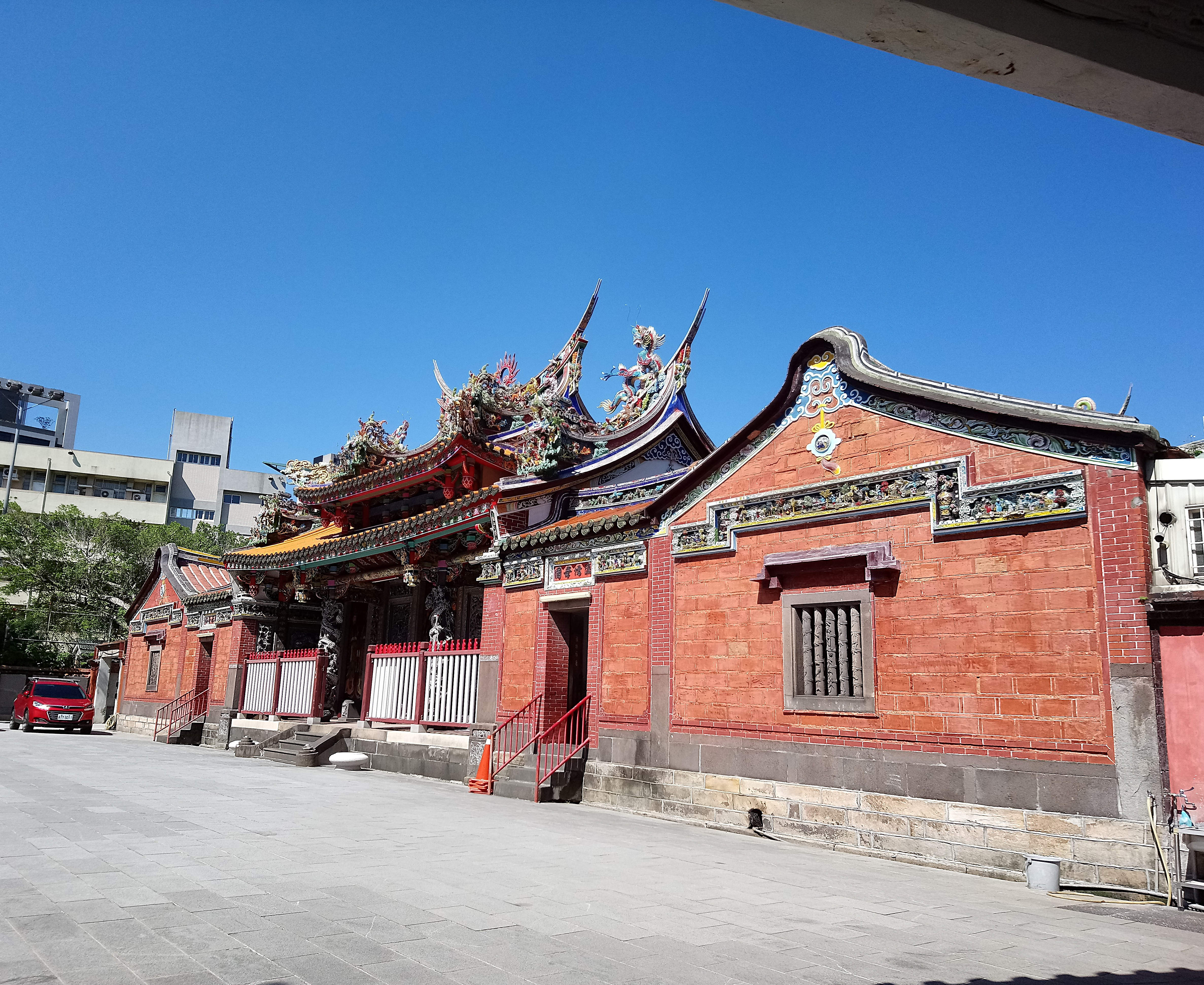
陳德星堂

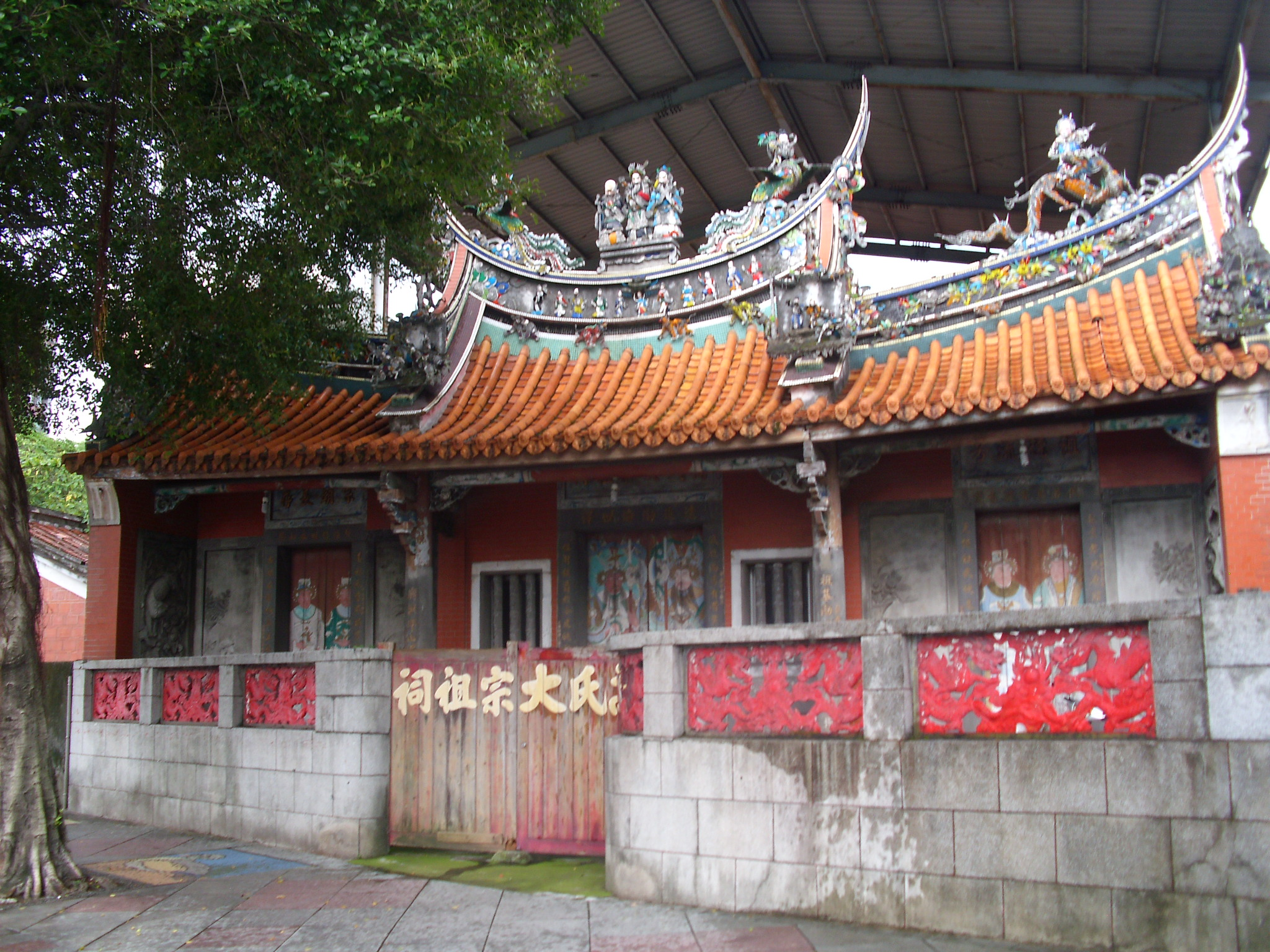
艋舺高氏大宗祖祠

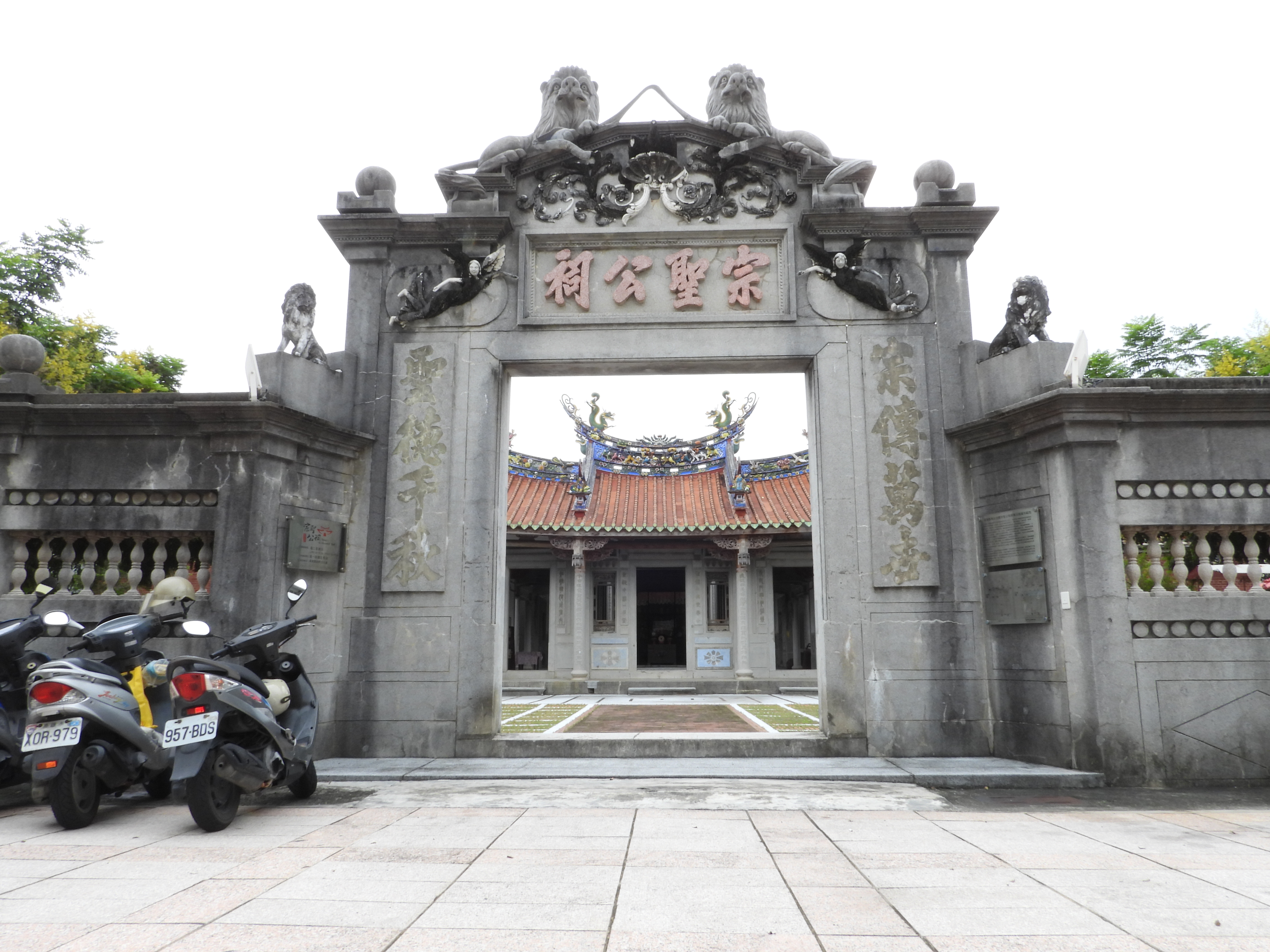
屏東縣宗聖公祠

祠堂，又称家庙、祖堂、公厅，是基於宗法制度，用于供奉和祭祀祖先的祠，其又具有从事家族宣传、执行族规家法、议事宴饮的功能。用于举办家族内子孙的婚、丧、寿、喜等事，还可以作為私塾使用。祠堂可分为宗祠和家祠（或支祠）两类，宗祠是大宗的祠堂，家祠、支祠则是分家所建供奉分房的祖先。
祠堂属于族产中的不动产。其附属的耕地，即祠堂田、祠田，为族田的一类:127。現代，中国大陆祠堂的所有权因中华人民共和国土地制度的演進而多有变化，臺灣的祠堂与祭田等不动产則多转化为祭祀公業。

## 历史
上古时代，只有天子才可立祠，其他任何人均不可立祠。到了周代以後，诸侯、士大夫和品官们也可在家立祠祭祖，平民百姓们则只能以把祖先的画像、泥塑像或神主牌位供奉在墓旁称为「功德祠」的寺廟的方式来祭祖。南宋朱熹在其所著《家礼》中为顾及社会中下层家庭的祭祖需要，将家庙改称祠堂，提倡建立家族祠堂以祭祀先祖；但此时修建祠堂同前一样，仍有等级限制，民间不得于家立祠。平民百姓直到明朝嘉靖年间才得以广泛的在家立祠，但仍须严格遵循等级制度，例如只有先人当过品官的家族祠堂才可用宗字，以及只有先人中当过皇帝，或封过侯爵或以上爵位的家族祠堂才可用庙字，因而产生了不同种类的祠堂：
- 太庙：皇室的祠堂。
- 宗庙：先人中当过皇帝，或封过侯爵或侯爵以上的爵位的诸侯、士大夫和品官的祠堂。
- 家庙：先人中当过皇帝，或封过侯爵或侯爵以上的爵位的平民百姓的祠堂。
- 宗祠：先人中封过侯爵以下，或没被封爵的现任诸侯、士大夫和品官的祠堂。
- 家祠：先人中封过侯爵以下，或没被封爵的平民百姓的祠堂。

- 山西省太原市晉祠
- 山東省濟南市長清區孝堂山郭氏墓石祠
- 江西省吉安市青原區富田村誠敬堂
- 安徽省黃山市羅東舒祠
- 安徽省宣城市績溪縣龍川胡氏宗祠
- 安徽省黟縣碧陽鎮南屏村葉氏支祠奎光堂
- 浙江省溫州市永嘉縣楠溪江宗祠建筑群
- 安徽省宣城市績溪縣周氏宗祠衍緒堂
- 江西省上饒市婺源縣江灣鎮汪口俞氏宗祠
- 福建省漳州市南靖縣德遠堂張氏家廟
- 廣東省廣州市陳家祠
- 廣東省潮州市己略黃公祠

1949年中華人民共和國建政後陸續推動土地改革運動、三反五反運動與鎮壓反革命運動消滅世家大族，於1960年代文革期間倡導破四舊運動，大量搗毀中國北方地區的祠堂或將相關祭祀設施改作其他用途，許多祖先牌位與傳世家譜被焚燒破壞，致使如今中國北方地區很少遺留祠堂建築的相關古蹟。中國南方地區如福建省、廣東省、安徽省、浙江省、江西省、廣西壯族自治區、湖南省等地相對比起北方地區更加重視傳統文化，存留有較多的祠堂建築。

## 建築
祠堂的建筑一般采用传统建筑的形式，“堂皇宏丽，与居室相同”。一般有一间正堂，正堂内设有四个神龛，供奉祖宗牌位每龛前各设供案，用以摆放祭品。